# بوئینگ سولار ایگل
بوئینگ سولار ایگل (به انگلیسی: Boeing SolarEagle) یک پهپاد ساختِ بوئینگ در کشور ایالات متحده آمریکا است.